# Савезна пилотска школа
Савезна пилотска школа основана је 1947. на аеродрому Боронгај, где је школовање завршила прва класа спортских пилота. Затим је преселила у Руму где је до 1954. годишње школована по једна класа спортских пилота. Ту су оспособљени и наставници моторног летења за потребе школе и република односно покрајина.
Настава летења извођена је на авионома типа ДАР-9, а затим на авионима типа Тројка домаће производње. Велики број полазника те школе наставио је каријеру ваздухопловног пилота у Југословенском ратном ваздухопловству или се укључио у ЈАТу (Југословенски аеро-транспорт).
Школа је била организатор неколико савезних ваздухопловних слетова и Првенстава Југославије у једриличарству, падобранству и моторном летењу. 
Команданти школе су били Милорад Цветковић, Светислав Нешовић и Мијо Михалић.
Школа престаје са радом, а њени послови су пренесени на Савезни ваздухопловни центар у Вршцу, Школа је у току свог постојања оспособила 1210 пилота авиона и 63 наставника моторног летења. Остварена су 35.162 сата летења.